# 長岡地震
長岡地震（ながおかじしん）は、1961年（昭和36年）2月2日3時39分（JST）、新潟県長岡市付近（北緯37度27分、東経138度50分、深さ20km）を震源として発生した。地震の規模はM5.2。2004年には、ほぼ同じ場所で新潟県中越地震が発生した。

## 震度
※震度の基準は当時。
| 震度 | 都道府県 | 市区町村                           |
| ---- | -------- | ---------------------------------- |
| 4    | 新潟県   | 長岡市新潟地方気象台長岡気象通報所 |

## 被害

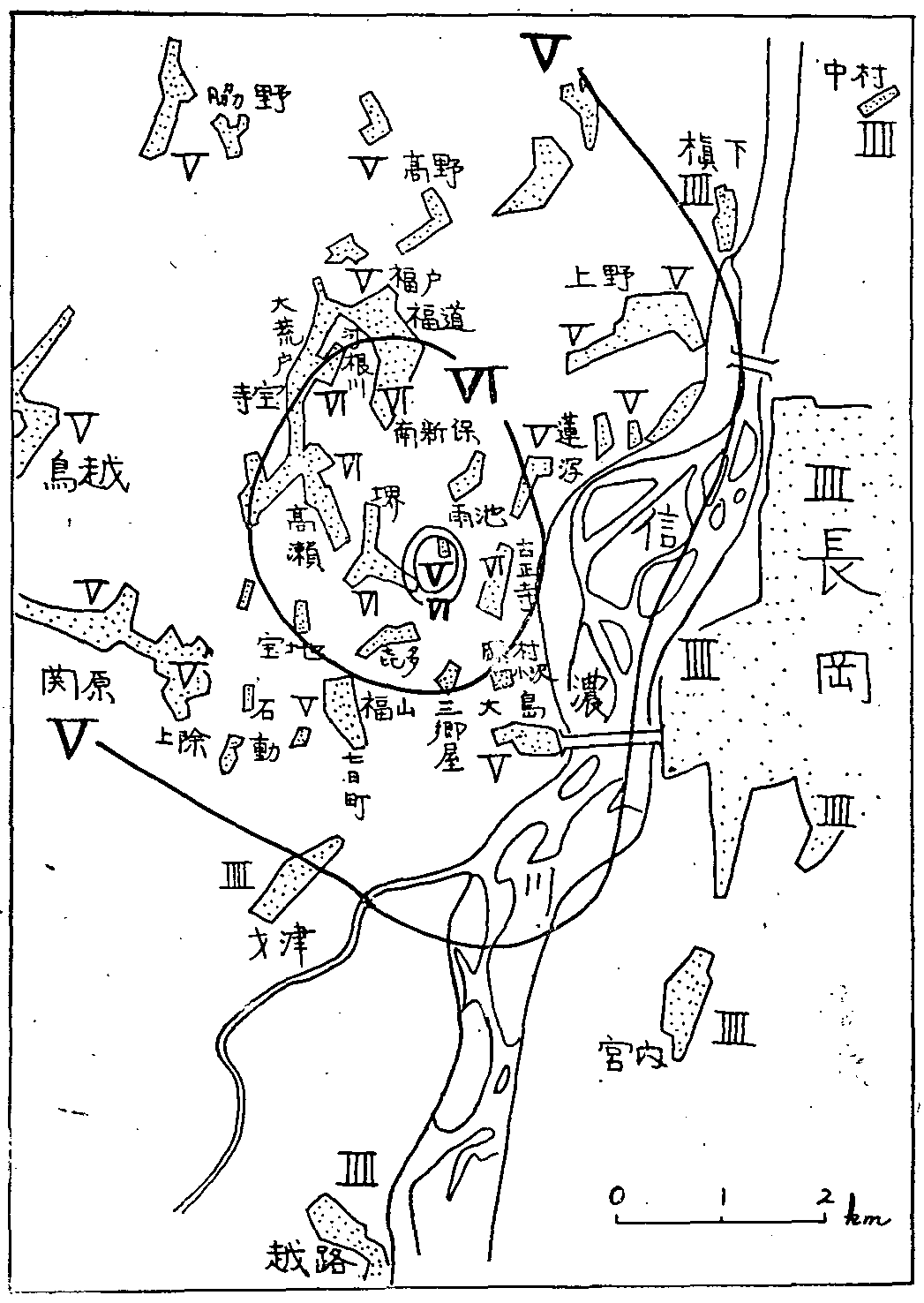
長岡地震の震央付近の震度分布。『長岡地震調査報告』震時報 第26巻 第3号9より

被害は震央付近の2kmから4kmの狭い範囲に集中した。
- 死者：5名
- 負傷者：30名
- 家屋全壊：220戸
- 家屋半壊：456戸
- 家屋一部損壊：804戸

被害は新潟県長岡市に集中した。当時長岡市は積雪が約2mあり、家屋の2階が損壊しても、1階が（損傷するも）雪壁によって支えられ家屋全体は倒壊に至らなかったという、豪雪地域の降雪期における特異な被害状況がみられた。融雪期には、これら1階に損傷を受けた家屋が雪壁の支えを失い倒壊に至る被害も発生した。雪崩による居住家屋被害は報告されていない。
長岡市川西地区では震度5（強震）あるいは震度6（烈震）とみられるが、被害の中心から信濃川を隔て 1.5km ほど離れた旧長岡市街では被害を生じていない。
この地震は、1900年以降、日本で死者を生じた地震としては2011年の長野県中部地震とともに規模の小さな部類（M5台）に属する。

## 余震
震央付近では少なくとも83回の有感余震が発生した。このうち、本震発生当日（2月2日）に40回の有感余震が発生した。5月30日に発生した余震が最大の余震とみられているが、具体的なマグニチュードは不明である。
| 発生日 | 2月2日 | 3日 | 4日 | 5日 | 6日 | 7日 | 8日 | 9日 | 12日 | 3月6日 | 7日 | 19日 | 5月30日 |
| 次数   | 40     | 10  | 5   | 3   | 2   | 6   | 2   | 7   | 1    | 3      | 2   | 1    | 1       |